# Javier Manquillo
Javier Manquillo Gaitán (Madrid, 5 maggio 1994) è un calciatore spagnolo, difensore del Celta Vigo.

## Carriera

### Club
Viene ingaggiato dall'Atletico Madrid nel 2007. Fa il suo esordio in prima squadra l'8 dicembre 2011 contro l'Albacete in Coppa del Re, per poi concludere la stagione con l'Atlético B.
Il 28 novembre 2012 gioca nel match di Copa del Rey contro il Real Jaén (3-0). Il 6 dicembre dello stesso anno esordisce in Europa League contro i cechi del Viktoria Plzen. L'esordio in Primera División avviene il 9 dicembre, nel corso della gara contro il Deportivo La Coruña (6-0).
Il 6 agosto 2014 si trasferisce al Liverpool con la formula del prestito biennale. Il 17 agosto seguente fa il suo esordio con la nuova maglia, nella vittoria per 2-1 contro il Southampton. L'8 luglio 2015 il Liverpool annuncia di aver interrotto il prestito di Manquillo, che fa quindi ritorno all'Atlético Madrid con un anno di anticipo.
Il 24 luglio 2015 passa in prestito al Marsiglia, ma già l'anno dopo, il 30 luglio 2016, passa in prestito al Sunderland. il 21 luglio 2017 passa a titolo definitivo al Newcastle.

## Statistiche

### Presenze e reti nei club
Statistiche aggiornate al 29 ottobre 2023.
| Stagione               | Squadra                | Campionato             | Campionato | Campionato | Coppe nazionali | Coppe nazionali | Coppe nazionali | Coppe continentali | Coppe continentali | Coppe continentali | Altre coppe | Altre coppe | Altre coppe | Totale | Totale |
| Stagione               | Squadra                | Comp                   | Pres       | Reti       | Comp            | Pres            | Reti            | Comp               | Pres               | Reti               | Comp        | Pres        | Reti        | Pres   | Reti   |
| ---------------------- | ---------------------- | ---------------------- | ---------- | ---------- | --------------- | --------------- | --------------- | ------------------ | ------------------ | ------------------ | ----------- | ----------- | ----------- | ------ | ------ |
| 2011-2012              | Atlético Madrid        | PD                     | 0          | 0          | CR              | 1               | 0               | -                  | -                  | -                  | -           | -           | -           | 1      | 0      |
| 2012-2013              | Atlético Madrid        | PD                     | 3          | 0          | CR              | 4               | 0               | UEL                | 2                  | 0                  | -           | -           | -           | 9      | 0      |
| 2013-2014              | Atlético Madrid        | PD                     | 3          | 0          | CR              | 3               | 0               | UCL                | 1                  | 0                  | -           | -           | -           | 7      | 0      |
| Totale Atlético Madrid | Totale Atlético Madrid | Totale Atlético Madrid | 6          | 0          |                 | 8               | 0               |                    | 3                  | 0                  |             | -           | -           | 17     | 0      |
| 2014-2015              | Liverpool              | PL                     | 10         | 0          | FACup+CdL       | 2+2             | 0               | UCL+UEL            | 4+1                | 0                  | -           | -           | -           | 19     | 0      |
| 2015-2016              | O. Marsiglia           | L1                     | 31         | 0          | CF+CdL          | 6+2             | 0               | UEL                | 4                  | 0                  | -           | -           | -           | 43     | 0      |
| 2016-2017              | Sunderland             | PL                     | 20         | 1          | FACup+CdL       | 2               | 0               | -                  | -                  | -                  | -           | -           | -           | 22     | 1      |
| 2017-2018              | Newcastle Utd          | PL                     | 21         | 0          | FACup+CdL       | 2+0             | 0               | -                  | -                  | -                  | -           | -           | -           | 23     | 0      |
| 2018-2019              | Newcastle Utd          | PL                     | 18         | 0          | FACup+CdL       | 3+0             | 0               | -                  | -                  | -                  | -           | -           | -           | 19     | 0      |
| 2019-2020              | Newcastle Utd          | PL                     | 21         | 0          | FACup+CdL       | 2+1             | 0               | -                  | -                  | -                  | -           | -           | -           | 24     | 0      |
| 2020-2021              | Newcastle Utd          | PL                     | 13         | 0          | FACup+CdL       | 0+2             | 0               | -                  | -                  | -                  | -           | -           | -           | 15     | 0      |
| 2021-2022              | Newcastle Utd          | PL                     | 19         | 1          | FACup+CdL       | 1+1             | 0               |                    | -                  | -                  |             | -           | -           | 21     | 1      |
| 2022-2023              | Newcastle Utd          | PL                     | 4          | 0          | FACup+CdL       | 1+1             | 0               |                    | -                  | -                  |             | -           | -           | 6      | 0      |
| 2023-2024              | Newcastle Utd          | PL                     | 0          | 0          | FACup+CdL       | 0+0             | 0               | UCL                | 0                  | 0                  | -           | -           | -           | 0      | 0      |
| Totale Newcastle Utd   | Totale Newcastle Utd   | Totale Newcastle Utd   | 96         | 1          |                 | 14              | 0               |                    | -                  | -                  |             | -           | -           | 110    | 1      |
| Totale carriera        | Totale carriera        | Totale carriera        | 163        | 2          |                 | 36              | 0               |                    | 12                 | 0                  |             | -           | -           | 211    | 2      |

## Palmarès

### Club

#### Competizioni nazionali
- Coppa di Spagna: 1

Atletico Madrid: 2012-2013
- Campionato spagnolo: 1

Atlético Madrid: 2013-2014

### Nazionale
- Campionato d'Europa Under-19: 1

Estonia 2012